# Hrabstwo Stanley
Hrabstwo Stanley (ang. Stanley County) – hrabstwo w stanie Dakota Południowa w Stanach Zjednoczonych. Obszar całkowity hrabstwa obejmuje powierzchnię 1516,99 mil² (3928,99 km²). Według szacunków United States Census Bureau w roku 2009 miało 2792 mieszkańców.
Hrabstwo powstało w 1873 roku. Siedzibą administracyjną jest Fort Pierre.